# Rallycross Simulator
Rallycross Simulator, chiamato anche Rally Cross sulle schermate introduttive, è un videogioco di guida di rally pubblicato nel 1989 per Commodore 64 e nel 1990 per ZX Spectrum dalla Codemasters, in edizione economica. Come altri giochi della Codemasters dei suoi tempi, nonostante il titolo non è un vero e proprio simulatore, ma un gioco d'azione semplice con visuale dall'alto.

## Modalità di gioco
Le gare si svolgono su circuiti tortuosi con vista dall'alto a scorrimento in tutte le direzioni. Ci sono quattro piste nella versione Spectrum e cinque nella versione Commodore 64, nell'originale caricate una alla volta dalla cassetta. Si affrontano in successione fissa e su ciascuna bisogna compiere due o tre giri. Ambientazioni e tipi di ostacoli variano a ogni pista e in alcuni casi includono anche attraversamenti stradali o ferroviari.
La vettura del giocatore ha un sistema di controllo insolito per i giochi di questo tipo: anziché comandare rotazione e accelerazione, si spinge direttamente il joystick (o tasto corrispondente) nella direzione in cui si vuole che vada l'auto rispetto allo schermo, seppure con gli effetti di inerzia e slittamento. In caso di uscita di strada si perde un po' di tempo e si riparte da poco più indietro.
L'obiettivo è riuscire a terminare una gara entro il tempo a disposizione, per poter così passare alla pista successiva, altrimenti la partita termina. Ci sono altre vetture in gara che possono fare da ostacoli, ma non è necessario batterle. Altri ostacoli come macchie d'olio, acqua e asperità fanno perdere momentaneamente il controllo. Si ha una riserva limitata di carburante, acqua e olio, e l'esaurimento di uno dei tre causa la sconfitta immediata.
In ogni pista c'è una stazione di servizio dove ci si può fermare ad acquistare rifornimenti in quantità regolabile, o anche a venderli. La moneta di scambio sono appositi punti, che si ricevono un po' a inizio partita e si possono guadagnare completando le tappe più rapidamente possibile o spingendo avversari fuori strada. Oltre ai rifornimenti si possono acquistare dei potenziamenti:
- paraurti, aumentano il numero di urti con gli avversari che è possibile sostenere prima di subire danni e perdere i potenziamenti
- turbo, permette di aumentare la velocità con il pulsante di fuoco, ma consumando punti
- taniche, aumentano la capienza massima di carburante
- ruote aderenti, riducono lo slittamento, anche in caso di macchie d'olio e simili

Il tempo scorre anche durante le soste alla stazione di servizio.
Su Commodore 64 è presente l'opzione per due giocatori, ma gareggiano separatamente uno alla volta (Zzap! 38 cita una modalità simultanea, di cui però non c'è riscontro).